# Thylacodes aotearoicus
Thylacodes aotearoicus is een slakkensoort uit de familie van de Vermetidae. De wetenschappelijke naam van de soort is voor het eerst geldig gepubliceerd in 1971 door J. E. Morton.